# 11 (tal)
11 (elva (fil)) är det naturliga heltal som följer 10 och föregår 12.

## Inom matematiken
- 11 är ett udda tal.
- 11 är det 5:e primtalet, det som kommer efter 7 och före 13.
- 11 är det tionde defekta talet.
- 11 är det sjätte lucastalet.
- 11 är det elfte palindromtalet.
- 11 är en primtalstvilling med 13.
- 11 är ett Jacobsthaltal.
- 11 är ett kvadratfritt tal.
- 11 är ett Thabittal.
- 11 är ett hendekagontal.
- 11 är det sjätte värdet i partitionsfunktionen.
- 11 är ett Eulers lyckotal.
- 11 är ett Ulamtal.
- 11 är ett centrerat dekagontal.
- 11 har den egenskapen att om man tar ett tal, vilket som helst, som är delbart med 11 och läser siffrorna baklänges kommer det talet man då får fram också att vara delbart med 11. Jämför t ex 132 med 231, 154 med 451, 264 med 462, 1012 med 2101.

## Inom vetenskapen
- Natrium, atomnummer 11
- 11 Parthenope, en asteroid
- M11, öppen stjärnhop i Skölden, Messiers katalog

## Övrig användning
I Bibeln har Jesus tolv apostlar eller lärjungar, men efter Judas Iskariots svek kallas de återstående ofta "de elva".
Inom sporterna bandy och fotboll är lagen normalt 11-mannalag, och med "en elva" menar man därför inom de sporterna en viss laguppställning. Med "startelva" avses till exempel de spelare som är på planen från det ena lagets sida när en match drar igång. Samma antal spelare används också i amerikansk fotboll, cricket, landhockey, de flesta formerna av rugby och i en utomhusvariant av handboll.